# Roxanne McKee
Roxanne McKee (Canadá, 10 de agosto de 1980) es una actriz y modelo británica conocida por haber interpretado a Louise Summers en Hollyoaks, a Claire Riesen en Dominion y a Doreah en Juego de Tronos.

## Biografía
McKee nació en Canadá de padres irlandeses. En 2005, tras completar una licenciatura en Política social y Estudios políticos en la Royal Holloway de la Universidad de Londres, saltó a la fama al ganar Hollyoaks on the Pull, una iniciativa de Channel 4 para descubrir nuevos talentos para la popular serie británica Hollyoaks.

### Carrera
En 2005 se unió al elenco de Hollyoaks interpretando a Louise Summers, personaje que interpretó hasta 2008. Ese mismo año participó en el vídeo musical de «She's Like a Star» de Taio Cruz. En 2009 formó parte de la película de terror F y en The Persuasionists.
En julio de 2009, McKee se convirtió en la imagen de Clothes Show Live. En 2010, fue elegida para interpretar a Pippa en el drama EastEnders: E20. Tras participar el drama lésbico Lip Service para la BBC Three, McKee interpretó el papel de Doreah en Game of Thrones.
En 2012, formó parte de la película de terror Wrong Turn 5: Blood Wath. El 24 de septiembre de 2013 fue anunciado que interpretaría a Claire Riesen en Dominion, serie de televisión basada en la película de 2010 Legion.
El 8 de diciembre de 2016 se anunció que Roxanne se había unido al elenco de la nueva versión de la serie Strike Back, en la serie dará vida a Natalie Roberts, una mujer que proviene de una familia militar, quien sobresale al momento de realizar perfiles psicológicos y encontrar las debilidades en los demás, aunque podría no estar consciente de sus propias culpas.

## Filmografía
| Cine          | Cine                       | Cine           | Cine                     |
| Año           | Película                   | Rol            | Notas                    |
| ------------- | -------------------------- | -------------- | ------------------------ |
| 2010          | The Expelled               | Nicky          |                          |
| 2012          | Wrong Turn 5: Blood Wath   | Lita           |                          |
| 2013          | Vendetta                   | Morgan         |                          |
| 2014          | The Legend of Hercules     | Reina Alcmena  |                          |
| 2014          | Ironclad: Battle for Blood | Blanche        | Posproducción            |
| Televisión    |                            |                |                          |
| Año           | Título                     | Rol            | Notas                    |
| 2005-2008     | Hollyoaks                  | Louise Summers | Elenco principal         |
| 2010          | F                          | Nicky Wright   | Película para televisión |
| 2010          | The Persuasionists         | Christine      | 2 episodios              |
| 2010          | EastEnders: E20            | Pippa          | 1 episodio               |
| 2010          | Lip Service                | Lou Foster     | 4 episodios              |
| 2011-2012     | Juego de tronos            | Doreah         | 11 episodios             |
| 2012          | Lewis                      | Briony Keagan  | 1 episodio               |
| 2014-presente | Dominion                   | Claire Riesen  | Elenco principal         |
| 2019          | Inside man                 | Ariella Barash | Elenco principal         |